# Castelvittorio
Pour les articles homonymes, voir Castelfranco.
Castelvittorio (Castelfranco jusqu'en 1862) est une commune italienne de la province d'Imperia dans la région Ligurie en Italie.

## Histoire
Anciennement appelé Castrum Dodi[5][6] puis Castel Dho[5], probablement du nom d'un seigneur féodal[5], le village était une ancienne possession fondée par les comtes de Vintimille au XIIe siècle[6] et qui administrèrent la ville jusqu'en 1260[6]. À partir de cette année, en effet, le comte Bonifacio, fils d'Oberto di Ventimiglia, comte de Badalucco – qui dominait Triora, la moitié d'Arma di Taggia et Bussana – décida de vendre la propriété à la citoyenne génoise Gianella Avvocato pour la somme de 3 090 lires génoises[6]. Cette dernière vendit ensuite, en 1261[6], cette possession à la municipalité de Gênes. Rebaptisant le fief Castelfranco[6], la République de Gênes intégra cette partie du territoire de la haute vallée de la Nervia sous la juridiction du podestat de Triora[6].
Le fief jouissait d'une large autonomie administrative, élisant des consuls locaux et administrant lui-même les affaires civiles mineures[6].
Tout au long de son histoire, de nombreux conflits, bien documentés, ont opposé la commune voisine de Pigna, liés notamment aux différentes dominations politiques qui administraient les deux villes : Castelfranco s'est rangé du côté des Génois et, sous son empire républicain, cette dernière a été incorporée au duché de Savoie. Outre une tentative d'assaut avortée contre le château de Castelfranco, perpétrée par les troupes savoyardes en 1625[5], d'autres documents locaux font état du vol, en 1747[5], des cloches de l'église paroissiale locale par les habitants de Pigna. Selon la légende locale, Pigna aurait subi le déracinement de sa place suite au vol des dalles qui constituaient son pavage[5].
D'autres mouvements et soulèvements populaires caractérisèrent cette partie du territoire de la haute vallée de la Nervia en 1792[5], portés par les premiers échos révolutionnaires venus de France voisine, avec le passage ultérieur en 1793 des communes réunies de Pigna et Castelfranco au canton de Perinaldo (district de Menton) dans le département français des Alpes-Maritimes. En 1798[6], de nouveau séparée de Pigna et incluse dans les territoires de la République ligurienne, elle devint la commune-chef-lieu du canton dans la juridiction des Palme avec pour chef-lieu Sanremo. Unie au canton de Triora dans la juridiction des Ulivi (avec Oneglia comme chef-lieu) en 1803[6], elle passa deux ans plus tard dans le département des Alpes-Maritimes sous le canton de Pigna (district de Sanremo) dans le cadre du Premier Empire français[6].
À la chute de Napoléon Bonaparte, et conformément aux dispositions du Congrès de Vienne de 1814, la commune de Castelfranco passa au Royaume de Sardaigne[6], qui l'incluait dans le district de Dolceacqua, dans la province de Sanremo. Faisant partie du Royaume d'Italie à partir de 1861[6], le territoire fut inclus de 1859 à 1926 dans le troisième district de Dolceacqua, dans le district de Sanremo, dans la province de Nice (plus tard province de Porto Maurizio et, à partir de 1923, province d'Imperia)[6].
En l'honneur du roi Victor-Emmanuel II de Savoie, la commune changea de nom en 1862[6] pour devenir le toponyme actuel de Castel Vittorio (ou, selon d'autres orthographes, Castelvittorio). Pendant la Seconde Guerre mondiale, le 3 décembre 1944, les Allemands, soutenus par la Brigade Noire d'Imperia, fusillèrent 19 civils sur le mont Gordale pour leur soutien à la résistance locale[7]. Deux jours plus tard, deux autres civils furent fusillés sur la place de Castelvittorio pour leur aide aux partisans.
De 1973 au 30 avril 2011, il fut membre de la communauté montagnarde d'Intemelia.

## Administration
| Période                                  | Période | Identité | Étiquette | Qualité |
| ---------------------------------------- | ------- | -------- | --------- | ------- |
|                                          |         |          |           |         |
| Les données manquantes sont à compléter. |         |          |           |         |

### Communes limitrophes
Apricale, Bajardo, Isolabona, Molini di Triora, Pigna (Italie), Triora